# Little Big
Little Big is een satirische rave-pop-punkgroep, van origine afkomstig uit Sint-Petersburg, Rusland en is Ruslands grootste raveband. De band werd in 2013 opgericht en brak dat jaar door met de muziekvideo Every Day I'm Drinking, waarin cliché's over Rusland breed werden uitgemeten. De muziek en bizarre videoclips worden wel vergeleken met de Zuid-Afrikaanse band Die Antwoord.
De band zou Rusland vertegenwoordigen op het Eurovisiesongfestival van 2020 met het nummer "Uno". Door de coronapandemie ging de editie van 2020 echter niet door. De band week in het voorjaar van 2022 uit naar Los Angeles, naar aanleiding van de Russische invasie in Oekraïne, waar de bandleden zich van distantiëren en tegen uitspreken.

## Biografie

### 2013: Oprichting
Little Big ontstond in 2013 als initiatief van een aantal Russische kunstenaars en muzikanten. Hoewel ze zichzelf wel beschouwden als vaderlandslievend, wilden ze hun ogen niet sluiten voor de problemen van Rusland rondom armoede en het overmatig alcoholgebruik, en deze problemen op een creatieve manier via een videoclip aankaarten. Ilja Proesikin en Sergej Makarov, die elkaar al langer kenden, sloten zich aan om samen harde elektronische muziek te kunnen maken en Anna Kast wilde altijd al rappen. Olympia Ivleva, Mr. Clown en verschillende vrienden waren vervolgens bereid om in een videoclip te figureren die door Proesikin en Alina Pyazok geregisseerd zou worden. In zes dagen werd de video voor Every Day I'm Drinking opgenomen. De satirische muziekvideo, waarin Russische folklore gemixt werd met overmatig alcoholgebruik, het gebrek aan toekomstperspectief en het dragen van trainingspakken, werd op 1 april van dat jaar op YouTube geplaatst, en ging binnen de kortste keren viraal.
Ondanks het directe succes van de video was de oprichting van een echte band op dat moment nog niet aan de orde. Dit gebeurde enkele weken later, toen de makers van de video gevraagd werd om eenmalig in het voorprogramma van de Zuid-Afrikaanse band Die Antwoord te staan. Binnen een maand werden er zes liedjes geschreven, nieuwe videoclips gemaakt, en op 2 juli van dat jaar stonden Proesikin, Marakov, Kast en Ivleva als Little Big in het voorprogramma van Die Antwoord in club A2 (Sint-Petersburg).
Muzikaal gezien liet de band zich inspireren door onder andere Cannibal Corpse, Nirvana en The Prodigy. De naam van de groep, "Little Big", werd gekozen doordat de helft van de bandleden (Kast en Ivleva) leed aan dwerggroei.

### 2014-2017: Albums en optredens in Europa
In 2014 bracht Little Big haar eerste album uit, With Russia From Love. Er volgden verschillende optredens in binnen- en buitenland. In 2014 trad Little Big voor het eerst in Nederland op, in poppodium De Melkweg en tijdens het Nederlandse Lowlands-festival. Door de parodiërende trashy stijl van de band, gecombineerd met de ravemuziek, werd Little Big daar gepresenteerd als "de Russische New Kids". Verder werd dat jaar Anton Lissov (die al met Little Big-bandlid Sergej Marakov in de rockband Jane Air speelde) aan de vaste bezetting toegevoegd. Anna Kast verliet de band, naar eigen zeggen na klachten van ouders bij de kleuterschool waar ze werkte.
In 2015 trad de band onder meer aan op het Dour Festival in België en was de band te zien op het Brabantse Paaspop. Frontman Ilya Proesikin maakte daarbij van de gelegenheid gebruik om een bezoek te brengen aan New Kids-thuishaven Maaskantje. Ook werd er dat jaar samengewerkt met de Estse rapper Tommy Cash. Dit leidde tot het nummer Give me your money, en een zesdelige komische Youtube-serie American Russians.
In 2016 werd het eigen label "Little Big Family" opgericht. Naast Little Big zelf, zouden ook de Russische bands en artiesten The Hatters, Tatarka, Orgonite, Хлеб en Lizer zich bij het label aansluiten. Met Tatarka, artiestennaam van Ira Smelyaya en de vrouw van Proesikin, nam Little Big in 2017 het nummer U Can Take op. Verder bleef de band extravagante videoclips maken, waarvan de regie steevast in handen lag van Proesikin en Pyazok. In 2016 won Little Big hiervoor haar eerste Berlin Video Music Award, en wel in de categorie Most Trashy voor Big Dick. De videoclip voor Lolly Bomb, waarin de Noord-Koreaanse leider Kim Jong-un verliefd wordt op een atoombom, viel een jaar later buiten de prijzen.

### 2018-2019: Skibidi
Begin 2018 verliet Olympia Ivleva de band. Naar eigen zeggen kwam dit doordat ze na vijf jaar toe was aan iets anders, en ze zich wilde richten op haar niet-muziekgerelateerde bedrijfjes (chocoladepasta en lingerie).
Kort daarop lanceerde de band het nummer Skibidi. De videoclip werd binnen enkele dagen miljoenen keren bekeken, en het dansje ging viraal op social media met #skibidichallenge. Tijdens de Skibidi-tour die volgde, trad de band onder andere op bij het Szigetfestival in Boedapest, Hongarije, en in verschillende kleine zalen in de Verenigde Staten.  Bij de Berlin Music Video Awards van 2019 won de videoclip de eerste plaats in de categorie "Best Concept". Het dansje leverde de band de Gouden K op, een prijs voor de "Hype van het jaar 2018" van de Belgische kinderzender Ketnet. Het nummer zou later ook gebruikt worden in het dansspel Just Dance 2020. De band viel echter niet bij iedereen in de smaak. In 2018 verscheen de band, samen met nog wat andere bands, op een Russische zwarte lijst, die opgesteld was door bezorgde ouders in Nizhny Novgorod en bestemd was voor de regionale overheid. Zij beschouwden de bands op de lijst als verstorend voor de geestelijke gezondheid. De bands zouden leiden tot morele achteruitgang van niet alleen kinderen, maar ook van volwassen publiek.

### 2019-2020: Eurovisiesongfestival
In 2019 had Little Big al een poging gedaan om Rusland te vertegenwoordigen op het Eurovisiesongfestival. De band had het nummer You are my love ingestuurd, dat ze speciaal voor het evenement geschreven hadden. De selectiecommissie van Rusland-1, het publieke Russische televisiekanaal dat jaarlijks de inzending bepaalt, koos echter voor Sergej Lazarev. Het jaar erop mocht Little Big alsnog naar het Eurovisiesongfestival 2020 in Rotterdam met het lied Uno. Net als bij Skibidi was de muziekvideo opnieuw voorzien van een dansje. De eerste live-uitvoering vond plaats in de late-night-show van Ivan Oergant op Rusland-1. Met 100 miljoen views was de videoclip van het nummer binnen twee maanden de op een na best bekeken video op het officiële Youtubekanaal van het Eurovisiesongfestival, nét achter de videoclip van Netta, de winnares van het songfestival in 2018. Op 20 juli 2020 wist de video van Little Big met 134 miljoen views de clip van Netta als best bekeken video te passeren. In de clip en in live-uitvoeringen werd de band muzikaal bijgestaan door Yuri Muzychenko, zanger bij folkrockband The Hatters, en door Florida Chanturia, zangeres bij punkrockband Leningrad. Dit was met de intentie dat beide zangers met het oog op het Eurovisiesongfestival tijdelijk aan de band zouden worden toegevoegd. Het muziekevenement werd evenwel geannuleerd. Chanturia en Muzychenko figureerden vervolgens wel in de muziekvideo bij het eerstvolgende nummer van Little Big, Hypnodancer.

## Bezetting

### Huidige bezetting
| Naam             | Periode      | Rol                        | Foto             |
| ---------------- | ------------ | -------------------------- | ---------------- |
| Ilja Proesikin   | 2013 - heden | Leadzanger, dj, videoregie | Ilja Proesikin   |
| Sergey Makarov   | 2013 - heden | Zanger, dj                 |                  |
| Anton Lissov     | 2014 - heden | Zanger, gitarist           | Anton Lissov     |
| Sonya Tayurskaya | 2016 - heden | Zangeres                   | Sonya Tayurskaya |

### Vroegere bezetting
| Naam           | Periode     | Rol          | Foto           |
| -------------- | ----------- | ------------ | -------------- |
| Olympia Ivleva | 2013 - 2018 | Leadzangeres | Olympia Ivleva |
| Anna Kast      | 2013 - 2014 | Zangeres     |                |

## Prijzen en nominaties
| Jaar | Land                         | Prijs                                  | Categorie                                            | Genomineerd          | Resultaat     | Referentie           |
| ---- | ---------------------------- | -------------------------------------- | ---------------------------------------------------- | -------------------- | ------------- | -------------------- |
| 2015 | Rusland                      | Vidfest «Like 2015»                    | Beste artiest                                        | Little Big           | Genomineerd   | [ 32 ]               |
| 2016 | Rusland                      | Vidfest «Like 2016»                    | Beste nummer                                         | «Big Dick»           | Genomineerd   | [ 33 ]               |
| 2016 | Rusland                      | Alfa Future Awards                     | TOP 100 van beste DJ's van Rusland                   | Little Big           | 89ste         | [ 34 ]               |
| 2016 | Duitsland                    | Berlin Music Video Awards              | Most Trashy                                          | «Big Dick»           | Gewonnen      |                      |
| 2016 | Duitsland                    | Berlin Music Video Awards              | Best Performer                                       | «Give Me Your Money» | Genomineerd   |                      |
| 2018 | Verenigde Staten van Amerika | Global Film Festival Awards            | Best Music Video                                     | «LollyBomb»          | Gewonnen      |                      |
| 2018 | Duitsland                    | Berlin Music Video Awards              | Most Trashy                                          | «LollyBomb»          | Gewonnen      | [ 35 ]               |
| 2019 | België                       | Ketnet Het Gala van de Gouden K’s 2018 | Hype van het jaar                                    | «Skibidi»            | Gewonnen      | [ 36 ] [ 37 ] [ 38 ] |
| 2019 | Rusland                      | Чартова дюжина                         | Клип                                                 | «Skibidi»            | Gewonnen      | [ 39 ]               |
| 2019 | Rusland                      | Родной звук                            | Лучший поп                                           | Little Big           | Genomineerd   | [ 40 ]               |
| 2019 | Rusland                      | Родной звук                            | Лучший мем                                           | Little Big           | Gewonnen      | [ 41 ]               |
| 2019 | Rusland                      | Родной звук                            | Лучший клип года                                     | «Skibidi»            | Genomineerd   | [ 42 ]               |
| 2019 | Rusland                      | BraVo                                  | Музыкальное видео года                               | «Skibidi»            | Gewonnen      |                      |
| 2019 | Duitsland                    | Berlin Music Video Awards              | Best Concept                                         | «Skibidi»            | Gewonnen      | [ 43 ]               |
| 2019 | Rusland                      | Премия RU.TV 2019                      | Лучший дуэт                                          | «Слэмятся пацаны»    | Genomineerd   | [ 44 ]               |
| 2019 | Rusland                      | Top Hit Music Awards 2019              | Видеоклип Годa на YouTube в России (смешанный вокал) | «Skibidi»            | Gewonnen      | [ 45 ]               |
| 2019 | Rusland                      | Top Hit Music Awards 2019              | Взлёт Года на YouTube в России                       | Little Big           | Gewonnen      | [ 45 ]               |
| 2020 | Rusland                      | Top Hit Music Awards 2020              | Лучшая группа на YouTube в России                    | Little Big           | In afwachting | [ 46 ]               |
| 2020 | Rusland                      | Top Hit Music Awards 2020              | Лучший клип на YouTube в России (смешанный вокал)    | «Skibidi»            | In afwachting | [ 46 ]               |
| 2020 | Rusland                      | Top Hit Music Awards 2020              | Лучший клип на YouTube в России (смешанный вокал)    | «Faradenza»          | In afwachting | [ 46 ]               |
| 2020 | Rusland                      | Top Hit Music Awards 2020              | Лучший клип на YouTube в России (смешанный вокал)    | «I’m OK»             | In afwachting | [ 46 ]               |

## Discografie

### Albums
| Titel                 | Details                                                                                         |
| --------------------- | ----------------------------------------------------------------------------------------------- |
| With Russia From Love | - Datum van verschijning: 15 maart 2014 - Geluidsdrager: download, cd - Label: Little Big       |
| Funeral Rave          | - Datum van verschijning: 21 december 2015 - Geluidsdrager: download, cd - Label: Little Big    |
| Antipositive, Pt. 1   | - Datum van verschijning: 8 mei 2018 - Geluidsdrager: download - Label: LB Family               |
| Antipositive, Pt. 2   | - Datum van verschijning: 5 oktober 2018 - Geluidsdrager: download - Label: Warner Music Russia |

### Livealbums
| Titel                  | Details                                                  |
| ---------------------- | -------------------------------------------------------- |
| Live in St. Petersburg | - Datum van verschijning: 2019 - Geluidsdrager: download |

### Extended plays
| Titel      | Details                                                  |
| ---------- | -------------------------------------------------------- |
| Rave On    | - Datum van verschijning: 2017 - Geluidsdrager: download |
| Skibidi    | - Datum van verschijning: 2019 - Geluidsdrager: download |
| Go Bananas | - Datum van verschijning: 2019 - Geluidsdrager: download |

### Singles
| Titel                                       | Year | Album                       |
| ------------------------------------------- | ---- | --------------------------- |
| "Everyday I'm Drinking"                     | 2013 | With Russia From Love       |
| "We Will Push the Button"                   | 2013 | With Russia From Love       |
| "Russian Hooligans"                         | 2013 | With Russia From Love       |
| "Life in Da Trash"                          | 2013 | With Russia From Love       |
| "With Russia From Love"                     | 2014 | With Russia From Love       |
| "Dead Unicorn"                              | 2014 | Funeral Rave                |
| "Kind Inside, Hard Outside"                 | 2015 | Funeral Rave                |
| "Give Me Your Money" (featuring Tommy Cash) | 2015 | Funeral Rave                |
| "U Can Take" (featuring Tatarka)            | 2017 | Alleen verschenen op single |
| "Lolly Bomb"                                | 2017 | Antipositive, Pt. 1         |
| "Слэмятся пацаны" (met Ruki Vverh!)         | 2018 | Alleen verschenen op single |
| "Rave In Peace (In Memory of Keith Flint)"  | 2019 | Alleen verschenen op single |
| "I'm OK"                                    | 2019 | Alleen verschenen op single |
| "Arriba" (met Tatarka en Clean Bandit)      | 2019 | Alleen verschenen op single |
| "Rock-Paper-Scissors"                       | 2019 | Go Bananas                  |
| "Go Bananas"                                | 2019 | Go Bananas                  |
| "Uno"                                       | 2020 | Alleen verschenen op single |
| "Hypnodancer"                               | 2020 |                             |
| "Tacos"                                     | 2020 |                             |
| "Sex Machine"                               | 2021 |                             |